# Arachnodes zombitsyensis
Arachnodes zombitsyensis är en skalbaggsart som beskrevs av Olivier Montreuil 2011. Arachnodes zombitsyensis ingår i släktet Arachnodes och familjen bladhorningar. Inga underarter finns listade.